# Tscheboksary
Tscheboksary (russisch Чебокса́ры, tschuwaschisch Шупашкар/Şupaşkar) ist die Hauptstadt der russischen Föderationsrepublik Tschuwaschien im Föderationskreis Wolga. Sie ist bedeutendster Industriestandort und kulturelles Zentrum der Republik.
Der Ort ist seit dem 15. Jahrhundert als Siedlung bezeugt und hat 453.721 Einwohner (Stand 14. Oktober 2010).

## Geographie
Tscheboksary liegt im Osten der Russischen Ebene 668 km von Moskau entfernt, am rechten Wolgaufer zwischen den Zuflüssen Sura und Swijaga.
Stadtgliederung:
Die Stadt Tscheboksary gliedert sich in drei Verwaltungsbezirke:
- den Kalinin-Bezirk im Osten
- den Lenin-Bezirk im Süden
- den Moskauer Bezirk im Nordwesten
- Außerdem gehören die Orte Nowyje Lapsary, Sosnowka, Possjolok Sewerny und Tschandrowo zum Gebiet der Stadt.

Am 2. März 2008, zeitgleich mit den Präsidentschaftswahlen, fand in Tscheboksary und in Nowotscheboksarsk eine Volksabstimmung über eine Vereinigung beider Städte statt. Dieses Vorhaben scheiterte jedoch, da zwar 63 % der Bürger von Tscheboksary, jedoch nur 38 % der Bewohner von Nowotscheboksarsk dafür gestimmt haben.

### Klima
Die Stadt befindet sich in der gemäßigten kontinentalen Klimazone. Das Wetter in Tscheboksary wird außerdem stark von der Wolga beeinflusst. So ist es vor allem im Stadtzentrum und in den nördlichen Teilen der Stadt windiger und etwas kühler als in den restlichen Stadtteilen. Generell weht der Wind schwach bis mäßig aus südlicher oder westlicher, im Sommer aus nordwestlicher Richtung. Die Sommer sind im Allgemeinen warm bis heiß und die Winter kalt. Die Temperaturen steigen im Juli und August nicht selten über 30 °C, dazu kommt eine mittlere jährliche Luftfeuchtigkeit von 75 %. Im Januar und Februar können die Werte auf unter −30 °C fallen. Die mittlere jährliche Niederschlagsmenge beträgt 554 mm. Der wärmste Monat ist der Juli mit durchschnittlich 18,8 °C und der kälteste der Januar mit −12,9 °C im Mittel. Der meiste Niederschlag fällt im Monat Juli mit durchschnittlich 71 Millimeter, der wenigste im Februar und März mit 24 mm. Am Ende des Winters liegen 30 bis 40 cm Schnee.
Die tiefste je gemessene Temperatur lag bei −46,8 °C im Januar 1942 und die höchste bei 37,9 °C im Juli 1971.
|                       | Jan   | Feb   | Mär  | Apr | Mai  | Jun  | Jul  | Aug  | Sep  | Okt | Nov  | Dez   |   |      |
| Mittl. Tagesmax. (°C) | −9,4  | −7,4  | −1,5 | 8,5 | 18,4 | 22,2 | 24,2 | 22,0 | 15,5 | 6,6 | −1,2 | −6,2  | ⌀ | 7,7  |
| Mittl. Tagesmin. (°C) | −16,4 | −14,1 | −8,5 | 0,4 | 7,7  | 11,9 | 14,4 | 12,4 | 7,2  | 0,8 | −5,8 | −12,2 | ⌀ | −0,1 |
|                       |       |       |      |     |      |      |      |      |      |     |      |       |   |      |
| Niederschlag (mm)     | 30    | 24    | 24   | 35  | 40   | 66   | 71   | 64   | 54   | 53  | 43   | 34    | Σ | 538  |
|                       |       |       |      |     |      |      |      |      |      |     |      |       |   |      |
| Regentage (d)         | 9     | 7     | 6    | 7   | 7    | 10   | 10   | 9    | 9    | 11  | 10   | 9     | Σ | 104  |

| −16,4 |

| −14,1 |

| −8,5 |

| 0,4 |

| 7,7 |

| 11,9 |

| 14,4 |

| 12,4 |

| 7,2 |

| 0,8 |

| −5,8 |

| −12,2 |

| −16,4 |

| −14,1 |

| −8,5 |

| 0,4 |

| 7,7 |

| 11,9 |

| 14,4 |

| 12,4 |

| 7,2 |

| 0,8 |

| −5,8 |

| −12,2 |

### Bevölkerungsentwicklung
| Jahr | Einwohner |
| ---- | --------- |
| 1897 | 004.738   |
| 1939 | 030.996   |
| 1959 | 104.374   |
| 1970 | 216.139   |
| 1979 | 307.599   |
| 1989 | 419.592   |
| 2002 | 440.621   |
| 2010 | 453.721   |

Anmerkung: Volkszählungsdaten

## Wirtschaft
Hauptwirtschaftszweige sind Maschinenbau und Metallverarbeitung, Chemie, Leichtindustrie, Lebensmittelindustrie, Forstwirtschaft, Holzverarbeitung und Bauindustrie. Die Holding Traktornyje Sawody hat ihren Sitz in Tscheboksary. Etwa 13 Kilometer flussabwärts vom Stadtzentrum befindet sich der Damm des 2274 km² großen Tscheboksarsker Stausee mit einem Wasserkraftwerk mit einer installierten Leistung von 1404 Megawatt.

## Verkehr

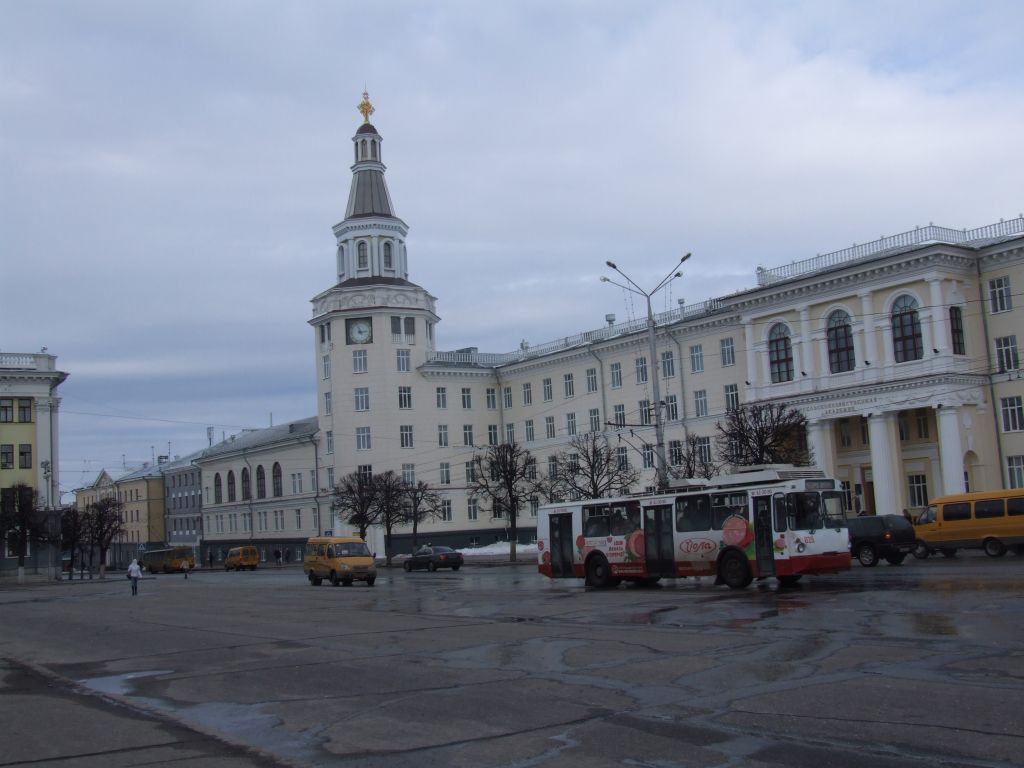
Öffentliche Verkehrsmittel am Platz der Republik, dahinter die Tschuwaschische staatliche landwirtschaftliche Akademie

Tscheboksary ist direkt an die beiden russischen Fernstraßen M7 Wolga und R176 Wjatka angebunden. Außerdem verkehrt der Zug „Чувашия“ regelmäßig vom Kasaner Bahnhof in Moskau nach Tscheboksary. Zudem gibt es eine Verbindung nach Kanasch und nach Kasan.
Der größte Teil des öffentlichen Personennahverkehrs wird durch das Trolleybusnetz abgedeckt. Außerdem fahren innerhalb der Stadt noch 16 Autobuslinien und 35 Linien der Marschrutka. Außerdem gibt es noch Marschrutkas, die  Nowotscheboksarsk und die umliegenden Dörfer mit der Hauptstadt verbinden. Der Fahrpreis in den Überlandmarschrutkas richtet sich nach der Länge der Strecke. Außerdem gibt es 7 km südöstlich der Stadt einen Flugplatz mit regelmäßigen Verbindungen nach Moskau-Domodedowo. Nicht weit vom Zentrum liegt der Tourismushafen von Tscheboksary. So lange die Wolga noch eisfrei ist legen dort Tourismusschiffe an. Eine Personenfähre fährt nur im Sommer und verbindet die Stadt mit den Stränden auf der anderen Seite der Wolga.

## Kultur

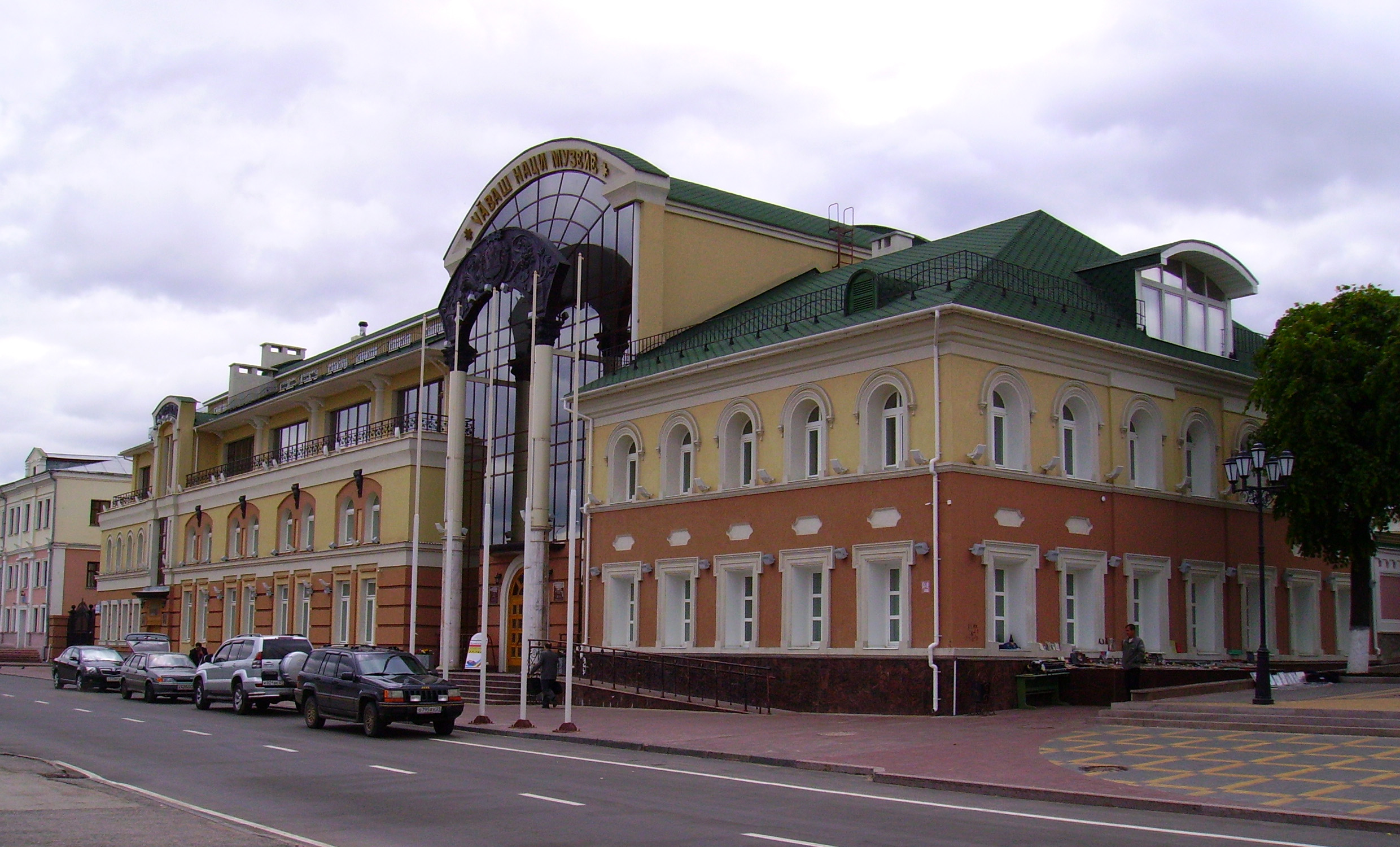
Das tschuwaschische Nationalmuseum

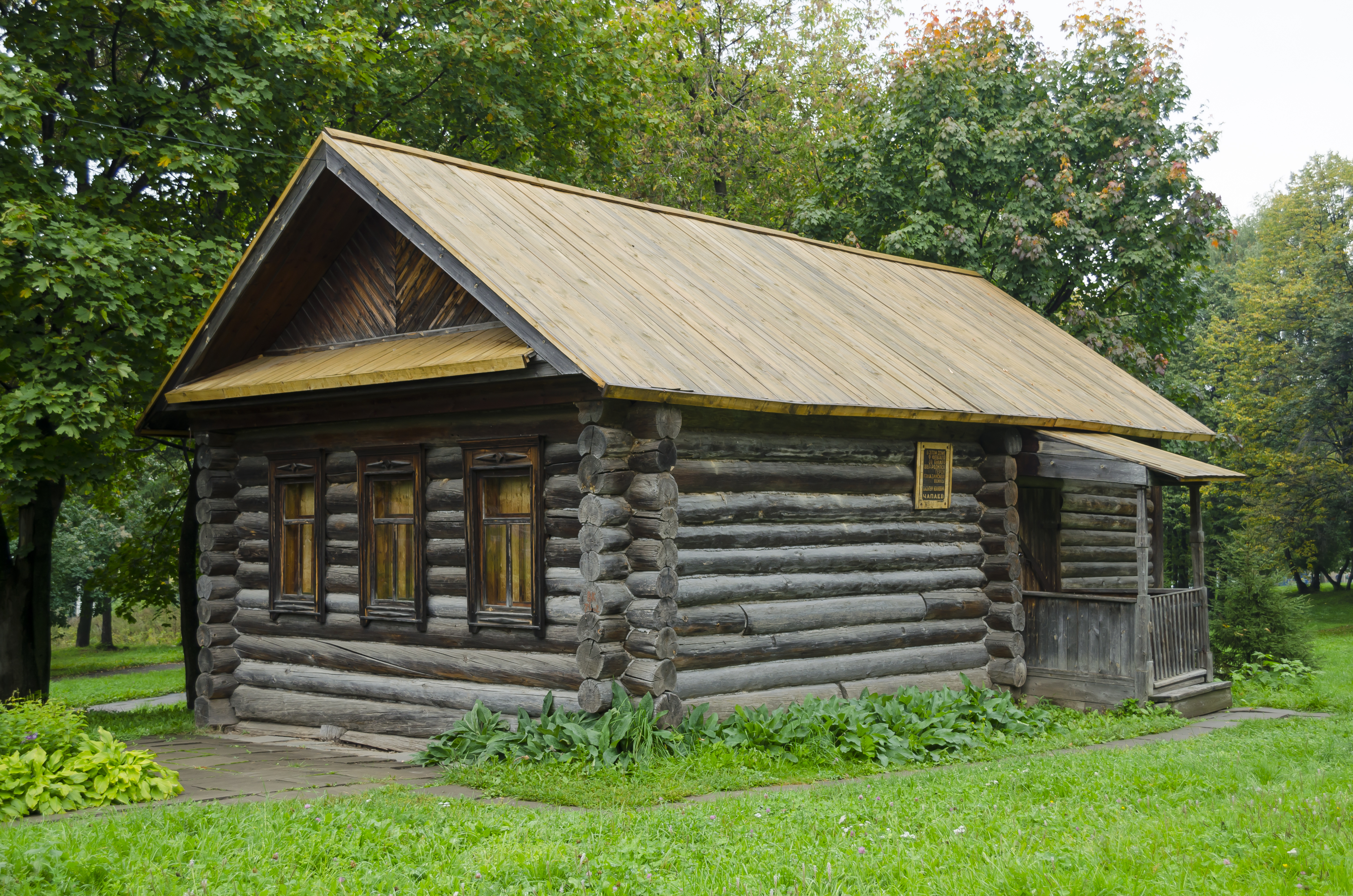
Tschapajews Haus – Teil des Tschapajewmuseums

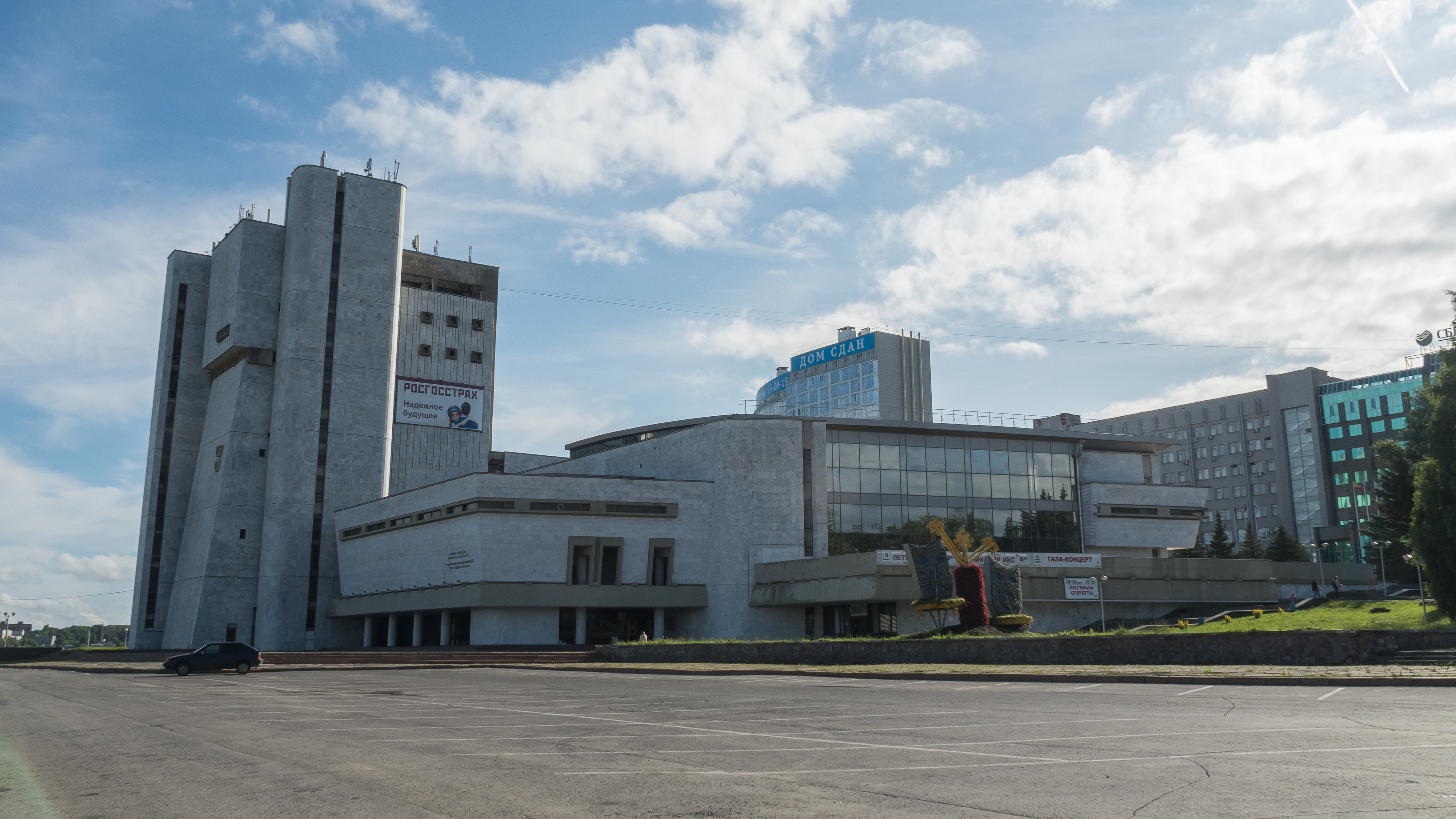
Das Tschuwaschische Staatliche Oper- und Balletttheater

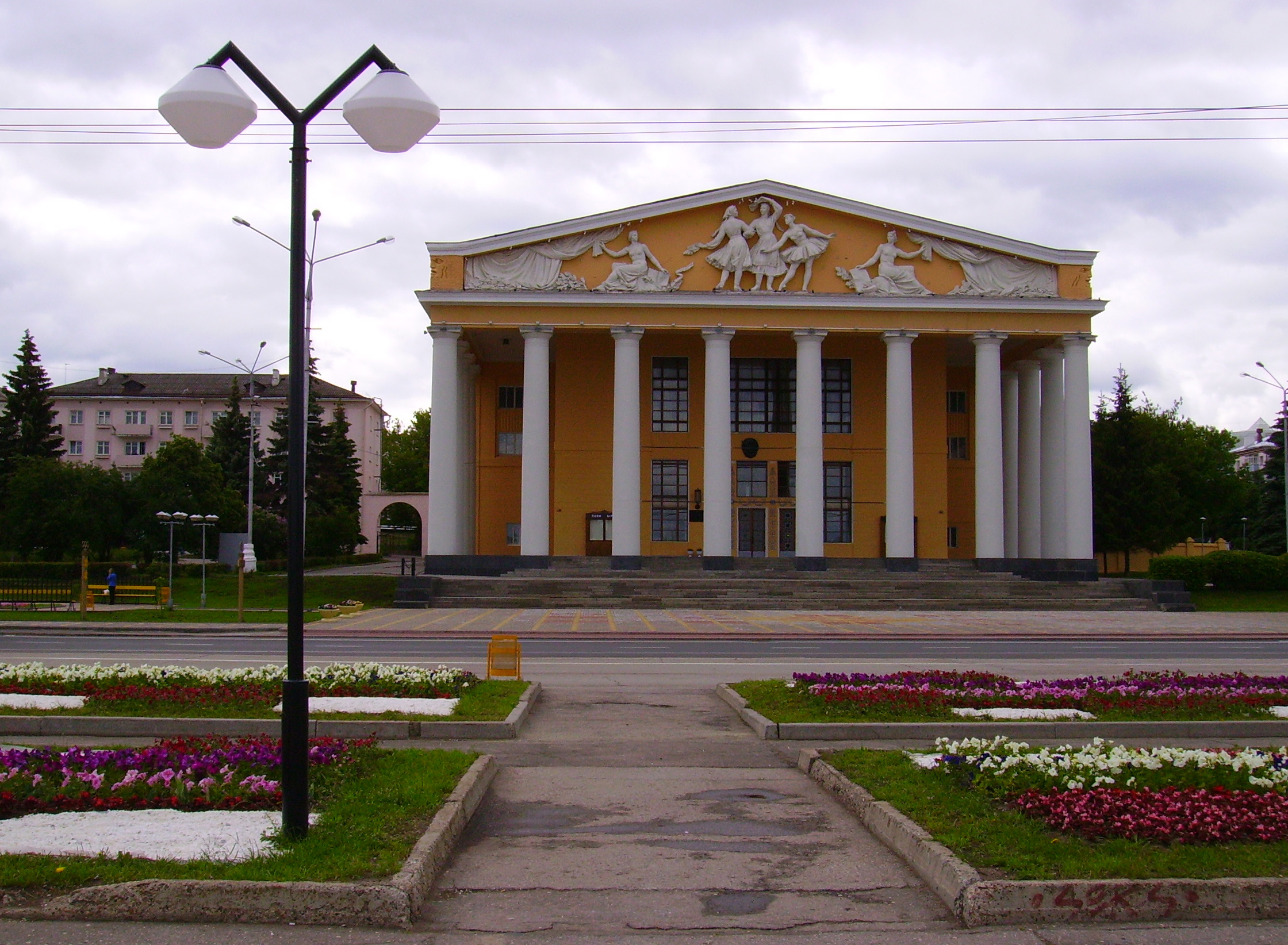
Das Tschuwaschische Dramatheater

### Museen
Das am Salif gelegene Tschuwaschische Nationalmuseum ist das größte Museum der Stadt und zeigt, neben der Geschichte der Region von der Eiszeit bis in die Zeit der Sowjetunion, auch die einheimische Tierwelt und gibt einen Einblick in die tschuwaschische Kultur. Im Zentrum von Tscheboksary liegen noch zwei Museen: das geologische Museum und das im Januar 2009 wiedereröffnete Biermuseum. Dem russischen Revolutionsführer Wassili Tschapajew, der eine Zeit in Tscheboksary lebte, ist ein Museum mit dem originalen Blockhaus, in dem er wohnte, gewidmet. Im tschuwaschischen Kunstmuseum werden knapp 20.000 Grafiken und Plastiken einheimischer und ausländischer Künstler ausgestellt. Außerdem gibt es ständig wechselnde Ausstellungen. Außerdem gibt es in der Stadt noch folgende Museen: Haus für tschuwaschische Volkskunst, Iwanow-Literaturmuseum, Sespel-Literaturmuseum, Waldmuseum und einige Galerien, wie die Kunstgalerie an der Wolga.

### Bibliotheken
In der Stadt befindet sich die Tschuwaschische Nationalbibliothek mit über 2 Millionen Medieneinheiten, davon 40.000 Bücher in tschuwaschischer Sprache. Ihre Geschichte geht bis in das Jahr 1870 zurück. Zwei weitere größere Bibliotheken sind die zentrale Stadtbibliothek von Tscheboksary und die wissenschaftliche Bibliothek der Tschuwaschischen Staatlichen Universität. Außerdem gibt es noch 25 kleine Bibliotheken und -filialen in der Stadt.

### Theater und Kinos
Das 1960 eröffnete Tschuwaschische Staatliche Oper- und Balletttheater ist das größte der vier in der Stadt befindlichen Theater und liegt direkt oberhalb des Salifs. Das älteste Theater der Stadt ist das Tschuwaschische Dramatheater. Es wurde bereits 1918 in Kasan gegründet und zog 1920 in die tschuwaschische Hauptstadt. Außerdem befinden sich noch das Russische Dramatheater und das Michail Sespel Kindertheater in der Stadt. Seit 1945 besteht das Tschuwaschische Staatliche Puppentheater.
In der Stadt befinden sich drei Kinos mit jeweils zwei Sälen.

## Sport
Regelmäßig finden russische und internationale Leichtathletik-Meisterschaften in Tscheboksary statt. Am 20. und 21. Juni 2015 fand dort die 6. Leichtathletik-Team-Europameisterschaft statt.

## Bildung
Tscheboksary ist mit seinen zahlreichen Schulen, Gymnasien, Berufs-, Hoch- und technischen Fachschulen eines der Bildungszentren der Wolgaregion. In der Stadt gibt es fast 70 Schulen, darunter fünf Gymnasien und drei Lyzeen, die einen Bildungsweg bis zur 11. Klasse ermöglichen. Einige dieser Schulen sind spezielle Sprach-, Sport- oder Musikschulen oder Schulen mit naturwissenschaftlichem Schwerpunkt. In der Stadt befinden sich außerdem über 20 verschiedene Berufs- und technische Fachschulen, die die verschiedensten Ausbildungen anbieten.
Wie die beiden Universitäten, die 1967 gegründete Tschuwaschische Staatliche Universität und die bereits 1930 gegründete Tschuwaschische Staatliche Pädagogische Universität, gehören die Tschuwaschische Staatliche Landwirtschaftliche Akademie und das Kooperative Institut (eine Außenstelle der Russischen Kooperativen Universität in Moskau) zu den wichtigsten Bildungseinrichtungen der Stadt. Im Jahre 2000 wurde das Tschuwaschische Staatliche Institut für Kunst und Kultur eröffnet. Außerdem unterhält die Stadt noch viele Außenstellen anderer Universitäten. Dazu zählen die Staatliche Polytechnische Universität und die Universität für Wirtschaft und Ingenieurswesen in Sankt Petersburg, die Moskauer Institute für Straßenbau, Verwaltungstechnik und Wirtschaftswissenschaften, die öffentliche, die soziale, die humanitäre Universität in Moskau.
Ein Sportgymnasium des russischen olympischen Kaders befindet sich ebenfalls in der Stadt. Außerdem gibt es eine Außenstelle der Nischni Nowgoroder Akademie des MWD in Tscheboksary.

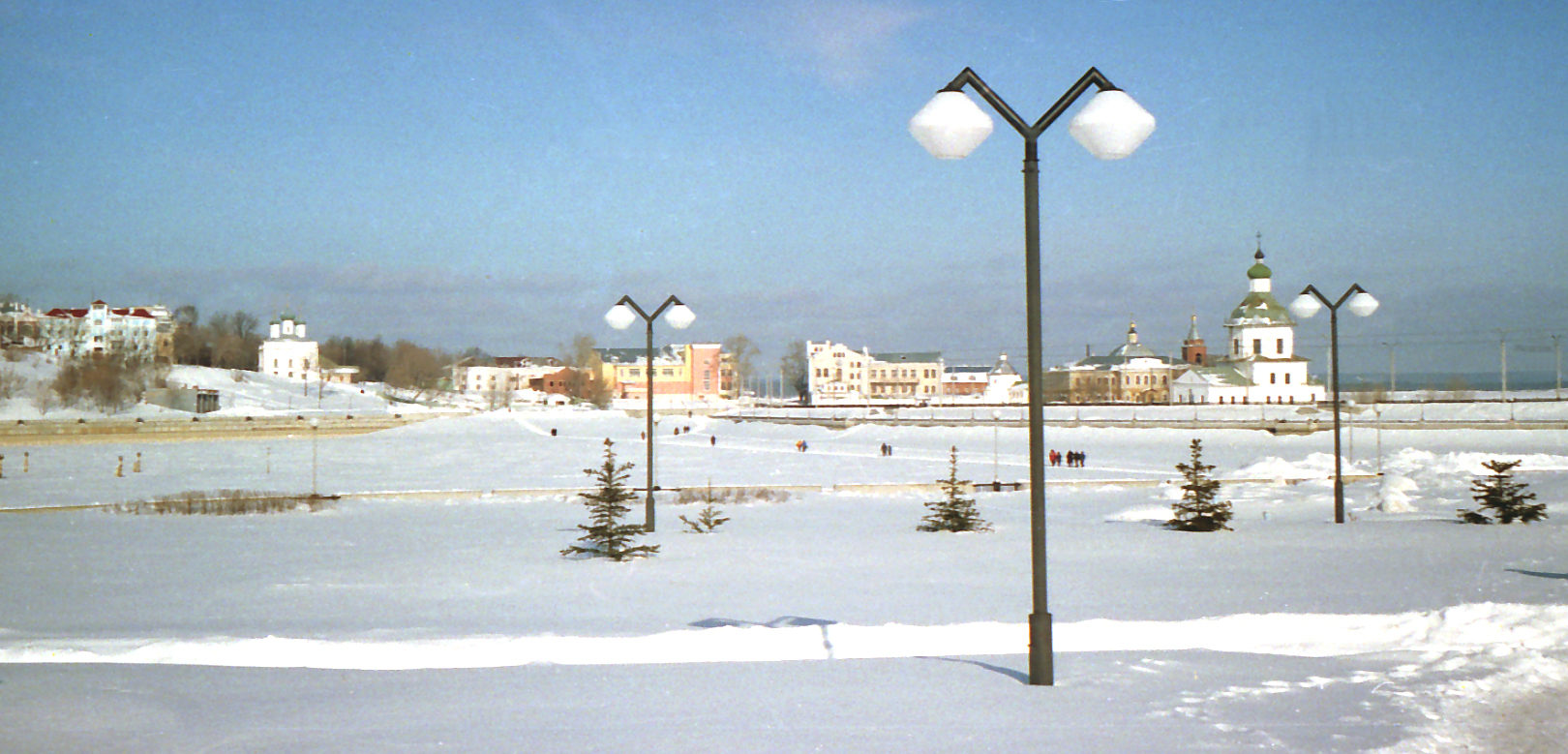
Wolga-Bucht im Winter
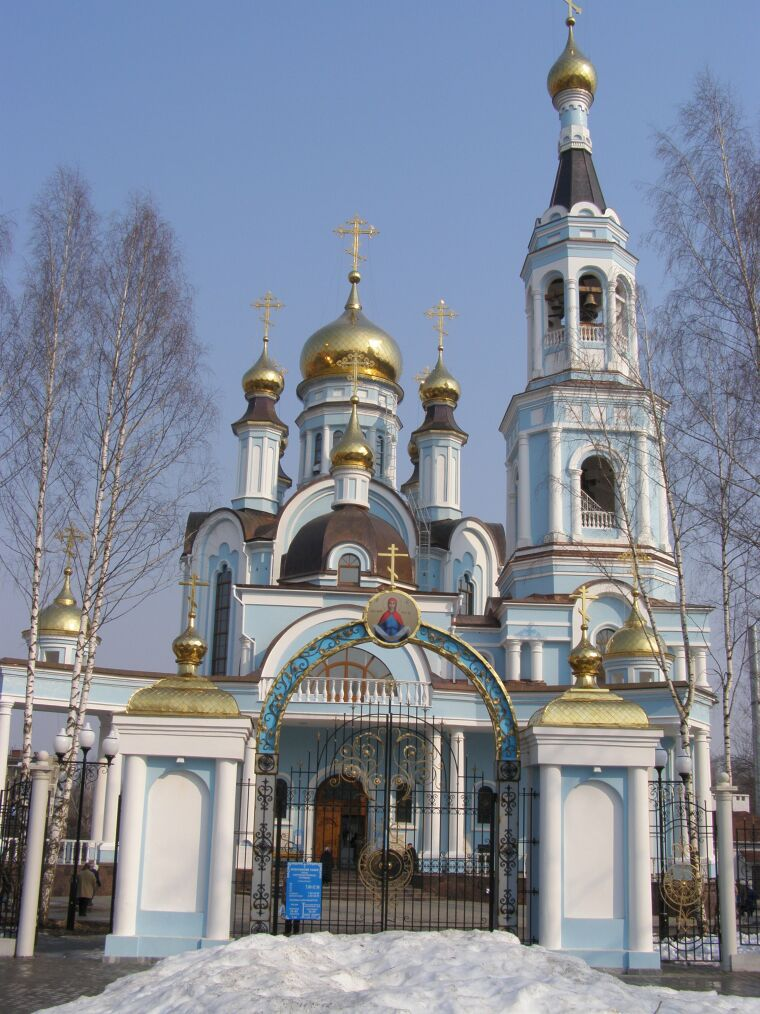
Kirche der Heiligen Tatjana in Tscheboksary
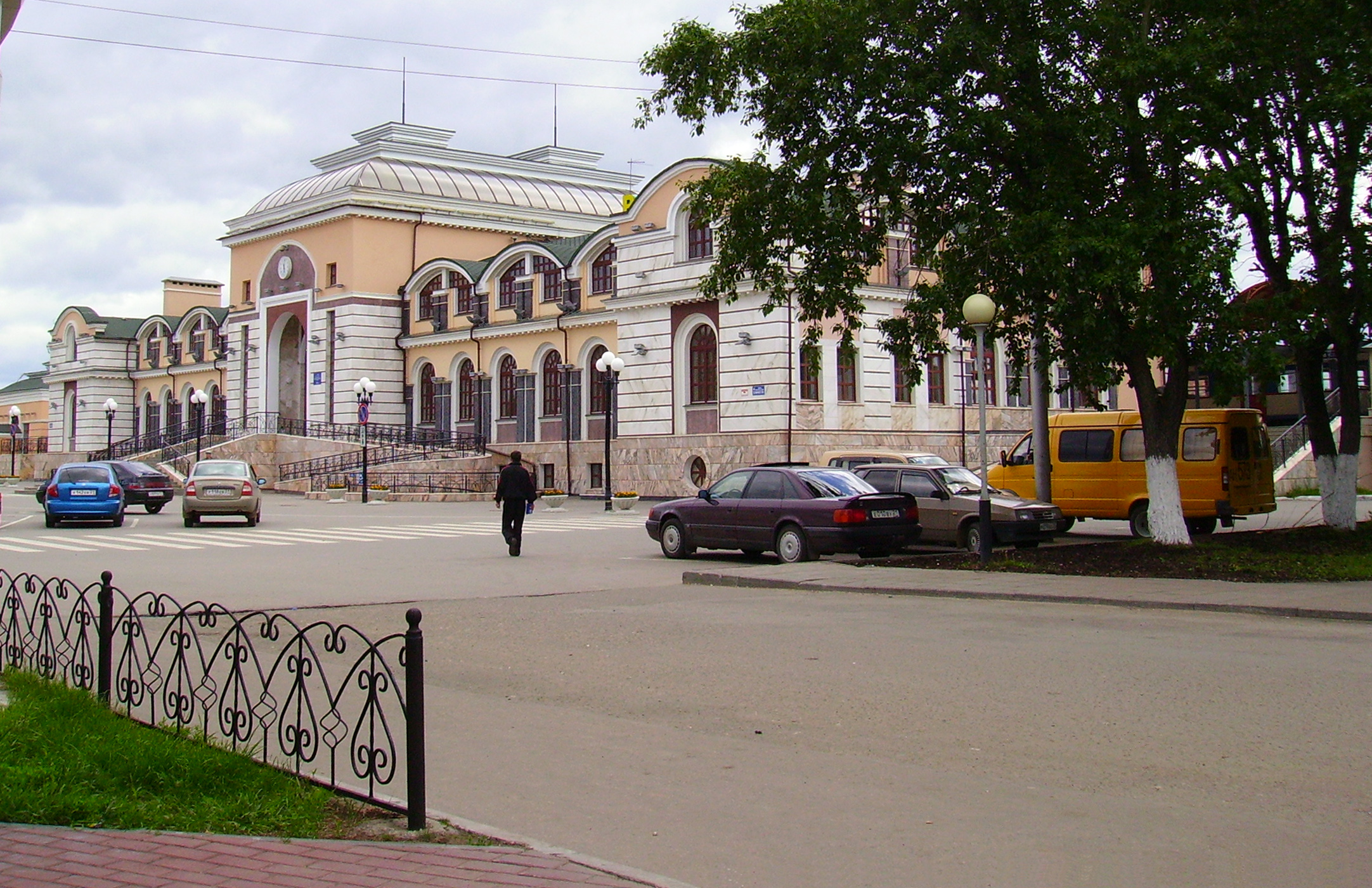
Bahnhof Tscheboksary
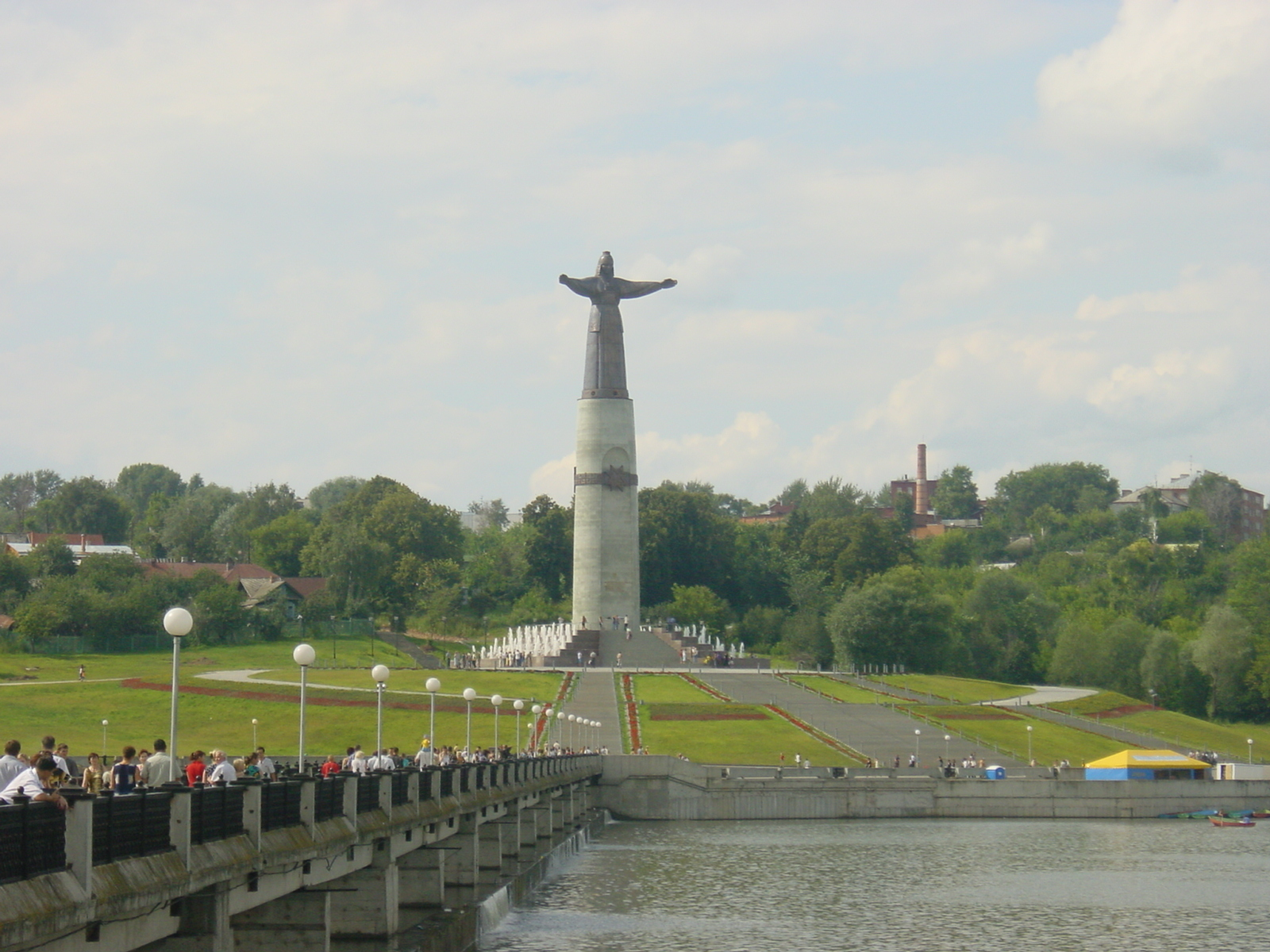
Die künstliche Bucht nahe dem Stadtzentrum

## Partnerstädte
- Eger (Ungarn)
- Antalya (Türkei)
- Santa Clara (Kuba)
- Bad Wörishofen (Deutschland), seit 2009
- Rundu (Namibia), seit 7. August 2009[8]

## Persönlichkeiten
Söhne und Töchter
- Wassili Tschapajew (1887–1919), Kommandeur der Roten Armee während des Russischen Bürgerkrieges
- Alexander Bogoljubow (1900–1956), Generaloberst
- Nadeschda Pawlowa (* 1956), Primaballerina
- Juri Leontjew (* 1961), Bogenschütze
- Gennadi Michailow (* 1974), Radrennfahrer
- Sergei Iwanow (* 1975), Radrennfahrer
- Sergei Baschkirow (* 1977), Biathlet
- Lilija Wajhina-Jefremowa (* 1977), russisch-belarussisch-ukrainische Biathletin
- Alewtina Biktimirowa (* 1982), Marathonläuferin
- Natalja Iljina (* 1985), Skilangläuferin
- Viktorina Kapitonova (* 1985), Ballerina
- Dmitri Ignatjew (* 1988), Straßenradrennfahrer
- Wjatscheslaw Akimow (* 1990), Biathlet
- Tatjana Akimowa (* 1990), Biathletin
- Tatjana Kasakowa (* 1990), Biathletin
- Marat Scharipow (* 2002), Tennisspieler